# Артјомовск
Артјомовск (рус. Артёмовск) град је у Русији у Краснојарском крају. Према попису становништва из 2010. у граду је живело 2179 становника.

## Становништво
| 1939.  | 1959.  | 1970.  | 1979. | 1989. | 2002. | 2010. |
| ------ | ------ | ------ | ----- | ----- | ----- | ----- |
| 23.513 | 13.073 | 10.485 | 9.988 | 4.621 | 2.929 | 2.179 |